# Паула Андреа Перес
Паула Андреа Перес (ісп. Paula Andrea Pérez; нар. 10 січня 1996) — колишня колумбійська тенісистка.
Найвищу одиночну позицію світового рейтингу — 941 місце досягла 6 жовтня 2014, парну — 583 місце — 3 листопада 2014 року.
Здобула 4 парні титули туру ITF.

## Фінали ITF

### Парний розряд: 11 (4–7)
| Легенда         |
| --------------- |
| Турніри $50,000 |
| Турніри $25,000 |
| Турніри $15,000 |
| Турніри $10,000 |

| Фінали за покриттям |
| ------------------- |
| Тверде (0–3)        |
| Ґрунт (4–8)         |
| Трава (0–0)         |
| Килим (0–0)         |

| Результат | W–L | Дата     | Турнір                     | Рівень | Покриття | Партнерка           | Суперниці                              | Рахунок          |
| --------- | --- | -------- | -------------------------- | ------ | -------- | ------------------- | -------------------------------------- | ---------------- |
| Поразка   | 0–1 | Лис 2012 | ITF Барранкілья, Колумбія  | 10,000 | Ґрунт    | María Paulina Pérez | Надя Ечеверрія Алам Блер Шенкл         | 5–7, 6–7(1)      |
| Перемога  | 1–1 | Гру 2013 | ITF Барранкілья, Колумбія  | 10,000 | Ґрунт    | María Paulina Pérez | Андреа Коч Бенвенуто Daniella Roldan   | 6–1, 6–4         |
| Поразка   | 1–2 | Чер 2014 | ITF Коацакоалькос, Мексика | 10,000 | Тверде   | María Paulina Pérez | Каміла Фуентес Марсела Сакаріас        | 2–6, 2–6         |
| Перемога  | 2–2 | Сер 2014 | ITF Кіто, Еквадор          | 10,000 | Ґрунт    | María Paulina Pérez | Наталі Курата Едуарда Піай             | 7–5, 7–6(5)      |
| Поразка   | 2–3 | Жов 2014 | ITF Ліма, Перу             | 10,000 | Ґрунт    | María Paulina Pérez | Фернанда Бріто Едуарда Піай            | 6–7(0), 4–6      |
| Поразка   | 2–4 | Жов 2016 | ITF Перейра, Колумбія      | 10,000 | Ґрунт    | María Paulina Pérez | Фернанда Бріто Каміла Джангреко Кампіс | 1–6, 2–6         |
| Поразка   | 2–5 | Жов 2016 | ITF Кукута, Колумбія       | 10,000 | Ґрунт    | María Paulina Pérez | Bárbara Gatica Daniela Macarena López  | 4–6, 6–4, [4–10] |
| Перемога  | 3–5 | Чер 2017 | ITF Хаммамет, Туніс        | 15,000 | Ґрунт    | María Paulina Pérez | Наталі Курата Едуарда Піай             | 6–3, 6–3         |
| Поразка   | 3–6 | Бер 2018 | ITF Шарм-еш-Шейх, Єгипет   | 15,000 | Тверде   | María Paulina Pérez | Маріам Болквадзе Барбора Штефкова      | 2–6, 6–7(6)      |
| Перемога  | 4–6 | Лис 2018 | ITF Кукута, Колумбія       | 15,000 | Ґрунт    | María Paulina Pérez | Ana Maria Becerra Daniela Carrillo     | 6–1, 6–1         |
| Поразка   | 4–7 | Гру 2018 | ITF Bogotá, Єгипет         | 15,000 | Тверде   | María Paulina Pérez | Allura Zamarripa Maribella Zamarripa   | 5–7, 4–6         |

## Участь у Кубку Федерації

### Парний розряд
| Розіграш | Стадія  | Дата       | Місце             | Супротивник | Покриття | Партнерка             | Суперниці                        | W/L | Рахунок  |
| -------- | ------- | ---------- | ----------------- | ----------- | -------- | --------------------- | -------------------------------- | --- | -------- |
| 2014     | ZG1 R/R | 6 Лют 2014 | Lambaré, Парагвай | Ecuador     | Ґрунт    | María Fernanda Herazo | Rafaella Baquerizo Rafaela Gómez | W   | 6–1, 6–4 |